# Flughafen Raiatea

i7
i11
i13

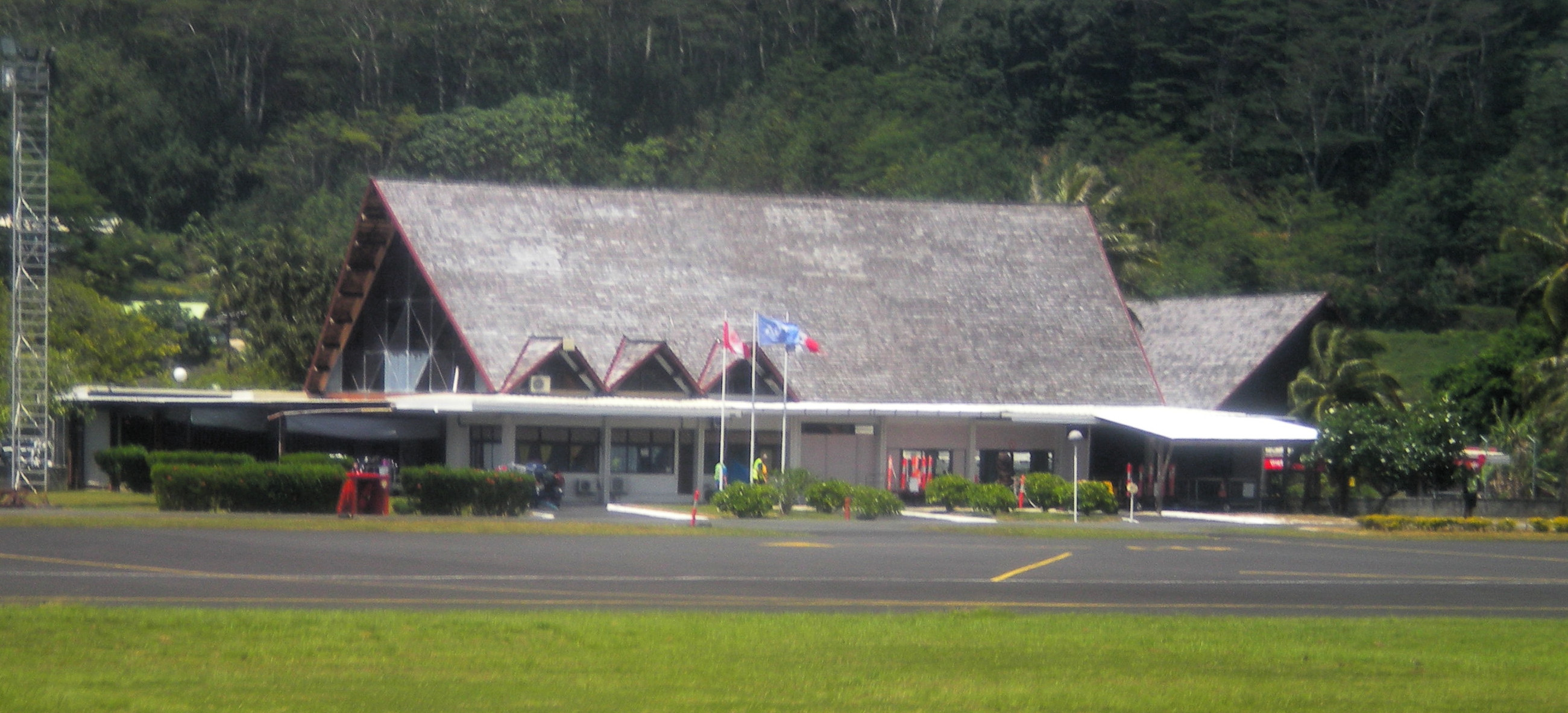
Raiatea Flughafen Terminal (2013)

Der Flughafen Raiatea (französisch Aéroport de Raiatea, IATA-Code: RFP, ICAO-Code: NTTR) ist der Flughafen der gleichnamigen Insel Raiatea in Französisch-Polynesien.
Da auf der Insel kein geeignetes flaches Gelände existierte, wurde am Nordrand der Insel in der Ortschaft Uturoa das Flughafengelände  künstlich in der Lagune aufgeschüttet.
Das Passagieraufkommen, welches in den meisten Jahren zwischen 200.000 und 250.000 lag, stieg 2007 durch eine extrem gesteigerte Zahl von Transitpassagieren auf 955.377.

## Fluggesellschaften und Flugziele
Die einheimische Fluggesellschaft Air Tahiti führt regelmäßig Flüge nach Bora Bora, Huahine, Maupiti und mehrmals täglich nach Tahiti durch, der Flug nach Tahiti dauert etwa 40 Minuten.